# Jeremy Bray
Pour les articles homonymes, voir Bray.
 (octobre 2020).
Jeremy William Bray (29 juin 1930 - 31 mai 2002) est un homme politique travailliste britannique et un député pendant 31 ans.

## Biographie
Bray fréquente la Kingswood School, Bath (1942–48) et le Jesus College de Cambridge et est membre du programme Choate Fellow de l'Université Harvard. Il travaille comme chargé de recherche au Département d'économie appliquée de l'Université de Cambridge, travaillant avec les futurs lauréats du prix Nobel Richard Stone et Terry Barker sur le Cambridge Growth Project.
Bray se présente à Thirsk et Malton pour les travaillistes en 1959. Il est élu député de Middlesbrough West lors d'une élection partielle de 1962, restant jusqu'à sa défaite aux élections générales de 1970. Il est ensuite député de Motherwell et Wishaw d'octobre 1974 à 1983, et de Motherwell South de 1983 jusqu'à sa retraite en 1997.